# Transaction-Safe FAT File System
Transaction-Safe FAT File System (TFAT) および Transaction-Safe Extended FAT File System (TexFAT) は、マイクロソフト製品で使用されるファイルシステムのうち、ディスクに格納されたデータの処理時の安全性を高める（トランザクションセーフ）機能が付加された2種のファイルシステム‌。
電源断や予期せぬドライブの取り外しによって発生する可能性のあるデータ損失のリスクを軽減するのが目的である。
USBドライブが普及し、以前より予期せぬドライブの取り外しが起きやすくなった。

## TFAT
TFAT12とTFAT16、TFAT32のTransaction-Safe FAT File System (TFAT)は、元来のFAT12とFAT16、FAT32のFATファイルシステムのドライバ層に変更を加えたもので、同一のファイルアロケーションテーブル2つを保持する代わりに、FAT0とFAT1の2種を保持する。ドライブに対する処理が行われる際は、FAT1のみに変更を加える。処理が完了すると、FAT1の内容がFAT0にコピーされて、ファイルシステムの安定状態のビューが更新される。

## TexFAT
Transaction-Safe Extended FAT File System (TexFAT) は、基礎ファイルシステムとしてFATの代わりにexFATを使用している環境で、TFATと同様の機能を提供する。Windows Embedded CE 6.0と同時に発表されたが、TFATと表記されることがあり、前述のTFATとの混同を招いている。
ファイルシステムにexFATを使用することで、より大きなファイルやパーティションを扱うことができる。ただし、TexFATを使用するには、TexFATボリュームが格納される媒体の種類に合わせて設計された、ハードウェア固有のドライバが必要となる。

## 制限
デスクトップ版OSではTFATおよびTexFATのいずれもサポートされていないため、リムーバブルメディアにおいてこれらを使用することは推奨されていない。デスクトップ版OSでTFAT・TexFATドライブを読み込むことはできるが、トランザクションセーフ機能を使用できるわけではないため、意図せずメディアを取り外してしまったり、ドライブの電源が喪失した際にはデータが消える恐れがある。また、デスクトップ版OSで作成したディレクトリは、後でTFAT・TexFATに対応した機器に接続しても、トランザクションセーフ機能が働かない場合がある。